# Pseudostellaria polymorpha
Pseudostellaria polymorpha är en nejlikväxtart som beskrevs av Yong Yung Shan Lian. Pseudostellaria polymorpha ingår i släktet Pseudostellaria och familjen nejlikväxter. Inga underarter finns listade i Catalogue of Life.